# 핀 트로흐
핀 트로흐(Fien Troch, 1978년 5월 11일 ~ )는 벨기에의 영화 감독, 영화 각본가, 영화 제작자이다.

## 작품 목록

### 감독
- Verbrande aarde (단편,1998)
- Wooww (단편, 1999)
- Maria (단편, 2000)
- Cool Sam & Sweet Suzy (단편, 2001)
- Someone Else's Happiness (2005)
- 언스포컨 (2008)
- 키드 (2012)
- 홈 (2016)
- 홀리 (2023)